# Miomer
Miomer – podstawowy, metameryczny odcinek strukturalno-czynnościowy mięśnia zbudowany z miofibryli. Miomery mogą być zawiązkami lub segmentami mięśni. Mają około 2–3 μm szerokości. Zalicza się do nich miotomy i somity, a w mięśniach prążkowanych – sarkomery.